# Mont du Midi
Le mont du Midi, aussi appelé montagne du Midi, est une montagne partagée entre Bellechasse et Les Etchemins en Chaudière-Appalaches, au Québec (Canada).

## Toponymie
Le mont du Midi est nommé d'après l'heure à laquelle les rayons de soleil atteignent le pied du mont, c'est-à-dire seulement à midi.

## Géographie

### Situation
La montagne est située au sud du fleuve Saint-Laurent dans le massif du Sud, au sein des monts Notre-Dame, dans les Appalaches.
La montagne est partagée entre Saint-Philémon et Notre-Dame-Auxiliatrice-de-Buckland, dans Bellechasse, ainsi que Saint-Luc-de-Bellechasse, dans Les Etchemins. Le sommet est situé sur le territoire de Saint-Luc. Le mont est compris dans le parc régional du Massif-du-Sud.
Il se situe à environ 5 km du mont Saint-Magloire, à 13 km du Bonnet et à 2 km à l'ouest de la réserve écologique Claude-Mélançon.

### Topographie
Le mont du Midi a une altitude de 916 m et constitue le point culminant du massif du Sud et de la partie méridionale des monts Notre-Dame. C'est le plus haut sommet entre le mont Mégantic et les monts Chic-Chocs,.

## Activités
La montagne est reconnue pour ses conditions propices au ski alpin[réf. nécessaire], ce qui y explique la présence de la station touristique Massif du Sud sur son versant nord.